# Frédéric Ier (roi de Danemark)
Pour les articles homonymes, voir Frédéric Ier et Frédéric, prince de Danemark.
Frédéric Ier dit le Pacifique (en danois et norvégien : Frederik I), né le 7 octobre 1471 à Haderslev (union de Kalmar) et décédé le 10 avril 1533 au château de Gottorf (Schleswig-Holstein), est roi de Danemark et de Norvège (1523-1533) et duc de Schleswig-Holstein de 1490 à 1533.

## Biographie
Fils de Christian Ier et de Dorothée de Brandebourg-Kulmbach, il devint duc de Schleswig-Holstein encore mineur.
En 1500, il réussit à convaincre son frère d'entreprendre la conquête de la Dithmarse. Frédéric Ier se mit à la tête d'une grande armée composée de soldats du duché, mais également de soldats de l'union de Kalmar pour laquelle son frère fut, de façon brève, roi. De nombreux mercenaires prirent part à cette conquête. Cette expédition militaire s'acheva lamentablement avec la défaite de Frédéric Ier de Danemark à la bataille de Hemmingstedt le 17 février 1500. Dans cette bataille, un tiers des chevaliers du Schleswig-Holstein perdirent la vie.
En 1523, les nobles danois et norvégiens forcèrent son neveu, le roi Christian II, à abdiquer. Frédéric devint roi de Danemark et de Norvège sous le nom de Frédéric Ier. En juin de la même année, Gustave Ier Vasa prend le pouvoir en Suède ; l'union entre les deux États est alors définitivement brisée. Monté sur le trône grâce aux nobles, Frédéric Ier de Danemark accorda de nombreux privilèges, et affaiblit ainsi le pouvoir royal. En 1513, à la mort de son frère aîné, Jean Ier de Danemark, un groupe de nobles jutlandais lui avait offert le trône, mais il avait repoussé cette offre.
Il n'est pas certain que Frédéric Ier de Danemark ait appris à parler le danois. Après son couronnement, il passa la majeure partie de son temps dans son château de Gottorp dans le Schleswig.
Frédéric Ier de Danemark réprima la révolte des paysans. Sans être un homme d'une grande acuité politique, Frédéric Ier de Danemark réussit à échapper à tous les conflits. Il semble avoir encouragé la propagation du luthéranisme dans ses États.

## Famille
Frédéric Ier se maria deux fois :
- le 10 avril 1502, avec Anne de Brandebourg (1487 – 1514), fille Jean Ier Cicéron de Brandebourg et de Marguerite de Thuringe, dont :
  - Christian III, roi de Danemark ;
  - Dorothée (1504 – 1547), qui épouse en 1526 le duc Albert de Brandebourg (mort en 1568) ;
- le 9 octobre 1518, avec Sophie de Poméranie (morte en 1568), fille du duc Bogusław X de Poméranie, dont :
  - Jean de Schleswig-Holstein-Hadersleben (en) (1521 – 1580), duc de Schleswig-Holstein-Hadersleben ;
  - Élisabeth (1524 – 1586), qui épouse en 1543 Magnus III de Mecklembourg-Schwerin, puis veuve, épouse en 1556 Ulrich de Mecklembourg-Güstrow ;
  - Adolphe de Holstein-Gottorp (1526 – 1586), duc de Schleswig, duc de Schleswig-Holstein-Gottorp de 1533 à 1586 ; en 1564, il épouse Christine de Hesse (morte en 1604), fille du landgrave Philippe Ier de Hesse ;
  - Anne (1527 – 1535) ;
  - Dorothée (1528 – 1575), qui épouse en 1573 Christophe de Mecklembourg-Gadebush (en) (morte en 1592) ;
  - Frédéric (1529 – 1556), évêque de Hildesheim et de Schleswig.

### Mort et inhumation
Frédéric Ier de Danemark décéda le 10 avril 1533 dans son château de Gottorf dans le Schleswig. Il fut inhumé en la cathédrale de Schleswig.

## Généalogie
Frédéric Ier de Danemark appartient à la première branche de la maison d'Oldenbourg. Cette lignée donna des rois à la Norvège, à la Suède et au Danemark et des tsars à la Russie ; elle s'éteignit en 1863 au décès de Frédéric VII de Danemark.